# Club Baloncesto Peñas Huesca
O Club Baloncesto Peñas Huesca é um clube profissional de basquetebol situado na cidade de Huesca, Aragão, Espanha que disputa atualmente a Liga Ouro.

## História
A equipe disputou a Liga ACB entre os anos de 1983 e 1996, após de se livrar do rebaixamento vencendo os playoffs de rebaixamento, vendeu sua vaga na liga ao Baloncesto Fuenlabrada e ingressou na LEB Ouro (2º Nível do basquete espanhol). Um ano depois, saiu da LEB Ouro e começou a disputar ligas inferiores.
14 anos mais tarde, CB Penãs voltou à LEB Ouro depois de vencer a Liga EBA (Campeões no Final Eight disputado em Palencia).

## Uniforme
| Casa | Visitante |

## Nomes de Patrocinadores
Durante sua história, CB Peñas teve vários nomes em virtude de seus patrocinadores:
| - Magia de Huesca: 1985–90 - Huesca La Magia: 1990–92 - Argal Huesca: 1992–94 - Somontano Huesca: 1994–95 - AGB Huesca: 1995–96 |  | - Iberagentes Huesca: 2000–02 - CAI Huesca: 2002–04 - CAI Huesca La Magia: 2004–07 - CAI Huesca Cosarsa: 2007–08 - Lobe Huesca: 2008–13 |

## Temporada por Temporada
| Temporada | Nível                            | Divisão                          | Pos.                             | Pós Temporada                    | TR                               | PL                               | Copa del Rey                     | Outras copas                     | Outras copas                     |
| --------- | -------------------------------- | -------------------------------- | -------------------------------- | -------------------------------- | -------------------------------- | -------------------------------- | -------------------------------- | -------------------------------- | -------------------------------- |
| 1977–78   | 3                                | 3ª Divisão                       | 6                                | –                                | 16–10                            | –                                | –                                | –                                | –                                |
| 1978–79   | 3                                | 2ª Divisão                       | 8                                | –                                |                                  | –                                | –                                | –                                | –                                |
| 1979–80   | 3                                | 2ª Divisão                       | 6                                | –                                |                                  | –                                | –                                | –                                | –                                |
| 1980–81   | 3                                | 2ª Divisão                       | 3                                | –                                | 17–1–6                           | –                                | –                                | –                                | –                                |
| 1981–82   | 3                                | 2ª Divisão                       | 2                                | Promovido                        |                                  | –                                | –                                | –                                | –                                |
| 1982–83   | 2                                | 1ª Divisão B                     | 4                                | Promovido                        | 15–2–9                           | –                                | –                                | –                                | –                                |
| 1983–84   | 1                                | Liga ACB                         | 14                               | Rebaixado                        | 7–21                             | 3–3                              | –                                | –                                | –                                |
| 1984–85   | 2                                | 1ª Divisão B                     | 1                                | Promovido                        | 19–7                             | –                                | –                                | –                                | –                                |
| 1985–86   | 1                                | Liga ACB                         | 13                               | Playoffs de Rebaixamento         | 9–19                             | 4–2                              | –                                | –                                | –                                |
| 1986–87   | 1                                | Liga ACB                         | 12                               | Oitavas de Finais                | 13–15                            | 0–2                              | –                                | Copa Príncipe                    | R16                              |
| 1987–88   | 1                                | Liga ACB                         | 10                               | Oitavas de Finais                | 8–20                             | 0–2                              | Quartas de Finais                | Copa Príncipe                    | R16                              |
| 1988–89   | 1                                | Liga ACB                         | 13                               | –                                | 13–23                            | 2–3                              | Quartas de Finais                | –                                | –                                |
| 1989–90   | 1                                | Liga ACB                         | 14                               | –                                | 23–13                            | 1–3                              | Primeira Fase                    | –                                | –                                |
| 1990–91   | 1                                | Liga ACB                         | 15                               | –                                | 16–18                            | 3–1                              | Primeira Fase                    | –                                | –                                |
| 1991–92   | 1                                | Liga ACB                         | 17                               | –                                | 18–16                            | 2–5                              | Segunda fase                     | –                                | –                                |
| 1992–93   | 1                                | Liga ACB                         | 19                               | Playoffs de Rebaixamento         | 11–20                            | 3–1                              | Primeira Fase                    | –                                | –                                |
| 1993–94   | 1                                | Liga ACB                         | 20                               | Rebaixado                        | 9–19                             | 1–3                              | Primeira Fase                    | –                                | –                                |
| 1994–95   | 1                                | Liga ACB                         | 18                               | Playoffs de Rebaixamento         | 12–26                            | 3–1                              | –                                | –                                | –                                |
| 1995–96   | 1                                | Liga ACB                         | 18                               | Playoffs de Rebaixamento         | 9–29                             | 3–1                              | –                                | –                                | –                                |
| 1996–97   | 2                                | LEB Ouro                         | 12                               | Oitavas de Finais                | 8–18                             | 0–3                              | –                                | –                                | –                                |
| 1997–98   | Não disputou qualquer competição | Não disputou qualquer competição | Não disputou qualquer competição | Não disputou qualquer competição | Não disputou qualquer competição | Não disputou qualquer competição | Não disputou qualquer competição | Não disputou qualquer competição | Não disputou qualquer competição |
| 1998–99   | 3                                | Liga EBA                         | 14                               | Rebaixado                        | 9–21                             | 1–3                              | –                                | –                                | –                                |
| 1999–00   | 3                                | Liga EBA                         | 14                               | –                                | 7–19                             | –                                | –                                | –                                | –                                |
| 2000–01   | 4                                | Liga EBA                         | 5                                | –                                | 17–13                            | –                                | –                                | –                                | –                                |
| 2001–02   | 4                                | Liga EBA                         | 8                                | –                                | 17–15                            | –                                | –                                | –                                | –                                |
| 2002–03   | 4                                | Liga EBA                         | 2                                | Semifinalista3º                  | 23–7                             | 3–1                              | –                                | –                                | –                                |
| 2003–04   | 4                                | Liga EBA                         | 3                                | Oitavas de Finais                | 22–8                             | 1–1                              | –                                | –                                | –                                |
| 2004–05   | 4                                | Liga EBA                         | 1                                | PromovidoCampeão                 | 26–4                             | 5–0                              | –                                | –                                | –                                |
| 2005–06   | 3                                | LEB Prata                        | 5                                | Quartas de Finais                | 19–11                            | 2–3                              | –                                | Copa LEB Prata                   | RU                               |
| 2006–07   | 3                                | LEB Prata                        | 16                               | Playoffs de Rebaixamento         | 13–21                            | 3–1                              | –                                | –                                | –                                |
| 2007–08   | 3                                | LEB Prata                        | 8                                | Quartas de Finais                | 19–15                            | 1–2                              | –                                | –                                | –                                |
| 2008–09   | 3                                | LEB Prata                        | 11                               | –                                | 14–16                            | –                                | –                                | –                                | –                                |
| 2009–10   | 3                                | LEB Prata                        | 2                                | Promovido                        | 23–9                             | 9–4                              | –                                | Copa LEB Plata                   | C                                |
| 2010–11   | 2                                | LEB Ouro                         | 15                               | –                                | 12–22                            | –                                | –                                | –                                | –                                |
| 2011–12   | 2                                | LEB Ouro                         | 15                               | –                                | 13–21                            | –                                | –                                | –                                | –                                |
| 2012–13   | 2                                | LEB Ouro                         | 8                                | Quartas de Finais                | 11–15                            | 1–3                              | –                                | –                                | –                                |
| 2013–14   | 2                                | LEB Ouro                         | 7                                | Quartas de Finais                | 13–13                            | 1–2                              | –                                | –                                | –                                |
| 2014–15   | 2                                | LEB Ouro                         | 12                               | -                                | 9-19                             | -                                | –                                | –                                | –                                |
| 2015–16   | 2                                | LEB Ouro                         | 7                                | Finalista                        | 16-14                            | 6-5                              | –                                | –                                | –                                |
| 2016–17   | 2                                | LEB Ouro                         | 16                               |                                  | 11-23                            |                                  | –                                | –                                | –                                |
| 2017–18   | 2                                | LEB Ouro                         |                                  |                                  | 11-23                            |                                  | –                                | –                                | –                                |

## Troféus e  prêmios

### Troféus
- Campeonatos da 2ª divisão: (2)
  - 1ª Divisão B: (1) 1985
- Copa LEB Plata: (1)
  - 2010

### Prêmios Individuais
All LEB Oro Team
- Marius Grigonis – 2014

## Jogadores Notáveis
- Alphonso Ford
- Rimas Kurtinaitis

## Ligações Externas
- Sítio Oficial do Peñas Huesca
- Perfil no Sítio da ACB